# نیکیتا روکاویتسیا
نیکیتا روکاویتسیا (اوکراینی: Микита Вадимович Рукавиця؛ زادهٔ ۲۲ ژوئن ۱۹۸۷) یک بازیکن فوتبال اهل استرالیا است.
وی همچنین در تیم ملی فوتبال استرالیا بازی کرده‌است.